# Cầu thủ xuất sắc nhất mùa bóng của UEFA
Cầu thủ xuất sắc nhất mùa bóng của UEFA là một giải thưởng của UEFA dành cho cầu thủ xuất sắc trong một mùa bóng cấp câu lạc bộ ở châu Âu. Giải thường này, cùng với "Thủ môn xuất sắc nhất," "Hậu vệ xuất sắc nhất", "Tiền vệ xuất sắc nhất", và "Tiền đạo xuất nhất" được trao ở cuối mỗi mùa bóng tại một buổi gala đặc biệt ở Monaco trước trận tranh Siêu cúp bóng đá châu Âu.
Giải thưởng này được trao từ năm 1998 đến năm 2010 trước khi được thay thế bằng giải thưởng Cầu thủ xuất sắc nhất châu Âu của UEFA.
Từ mùa bóng 2005-06, cách thức bầu chọn mới được giới thiệu với việc Huấn luyện viên trưởng của 16 đội bóng lọt vào vòng đấu loại trực tiếp UEFA Champions League được phép bỏ phiếu.

## Những người chiến thắng
Dưới đây là danh sách tất cả các cầu thủ đã được nhận giải thưởng này:
| Mùa bóng | Quốc gia | Cầu thủ           | Vị trí   | Câu lạc bộ        | Giải thưởng cùng đợt   |
| -------- | -------- | ----------------- | -------- | ----------------- | ---------------------- |
| 1997–98  | BRA      | Ronaldo           | Tiền đạo | Internazionale    | Tiền đạo xuất sắc nhất |
| 1998–99  | ENG      | David Beckham     | Tiền vệ  | Manchester United | Tiền vệ xuất sắc nhất  |
| 1999–00  | ARG      | Fernando Redondo  | Tiền vệ  | Real Madrid       |                        |
| 2000–01  | GER      | Stefan Effenberg  | Tiền vệ  | Bayern Munich     |                        |
| 2001–02  | FRA      | Zinedine Zidane   | Tiền vệ  | Real Madrid       |                        |
| 2002–03  | ITA      | Gianluigi Buffon  | Thủ môn  | Juventus          | Thủ môn xuất sắc nhất  |
| 2003–04  | POR      | Deco              | Tiền vệ  | Porto             | Tiền vệ xuất sắc nhất  |
| 2004–05  | ENG      | Steven Gerrard    | Tiền vệ  | Liverpool         |                        |
| 2005–06  | BRA      | Ronaldinho        | Tiền đạo | Barcelona         |                        |
| 2006–07  | BRA      | Kaká              | Tiền vệ  | Milan             | Tiền đạo xuất sắc nhất |
| 2007–08  | POR      | Cristiano Ronaldo | Tiền đạo | Manchester United | Tiền đạo xuất sắc nhất |
| 2008–09  | ARG      | Lionel Messi      | Tiền đạo | Barcelona         | Tiền đạo xuất sắc nhất |
| 2009–10  | ARG      | Diego Milito      | Tiền đạo | Internazionale    | Tiền đạo xuất sắc nhất |

### Theo Quốc gia
| Quốc gia   | Cầu thủ |
| ---------- | ------- |
| Brasil     | 3       |
| Argentina  | 3       |
| Anh        | 2       |
| Bồ Đào Nha | 2       |
| Đức        | 1       |
| Pháp       | 1       |
| Ý          | 1       |

### Theo Câu lạc bộ
| Câu lạc bộ        | Cầu thủ |
| ----------------- | ------- |
| Internazionale    | 2       |
| Manchester United | 2       |
| Real Madrid       | 2       |
| Barcelona         | 2       |
| Bayern Munich     | 1       |
| Juventus          | 1       |
| Porto             | 1       |
| Liverpool         | 1       |
| Milan             | 1       |

## Liên kết khác
- UEFA Club Football Awards
- 2010 Awards at uefa.com
- Barcelona Stars Dominate UEFA Club Football Awards
- UEFA Club Football Awards 2009 Lưu trữ ngày 13 tháng 5 năm 2012 tại Wayback Machine